# Barbosa, Antioquia
Barbosa är en ort i Colombia.   Den ligger i departementet Antioquía, i den centrala delen av landet, 250 km nordväst om huvudstaden Bogotá. Barbosa ligger 1 297 meter över havet och antalet invånare är 16 707.
Terrängen runt Barbosa är kuperad åt nordost, men åt sydväst är den bergig. Barbosa ligger nere i en dal. Runt Barbosa är det ganska tätbefolkat, med 58 invånare per kvadratkilometer. Barbosa är det största samhället i trakten. I omgivningarna runt Barbosa växer i huvudsak städsegrön lövskog.